# 고대 그리스 종교

고대 그리스의 주요 성지

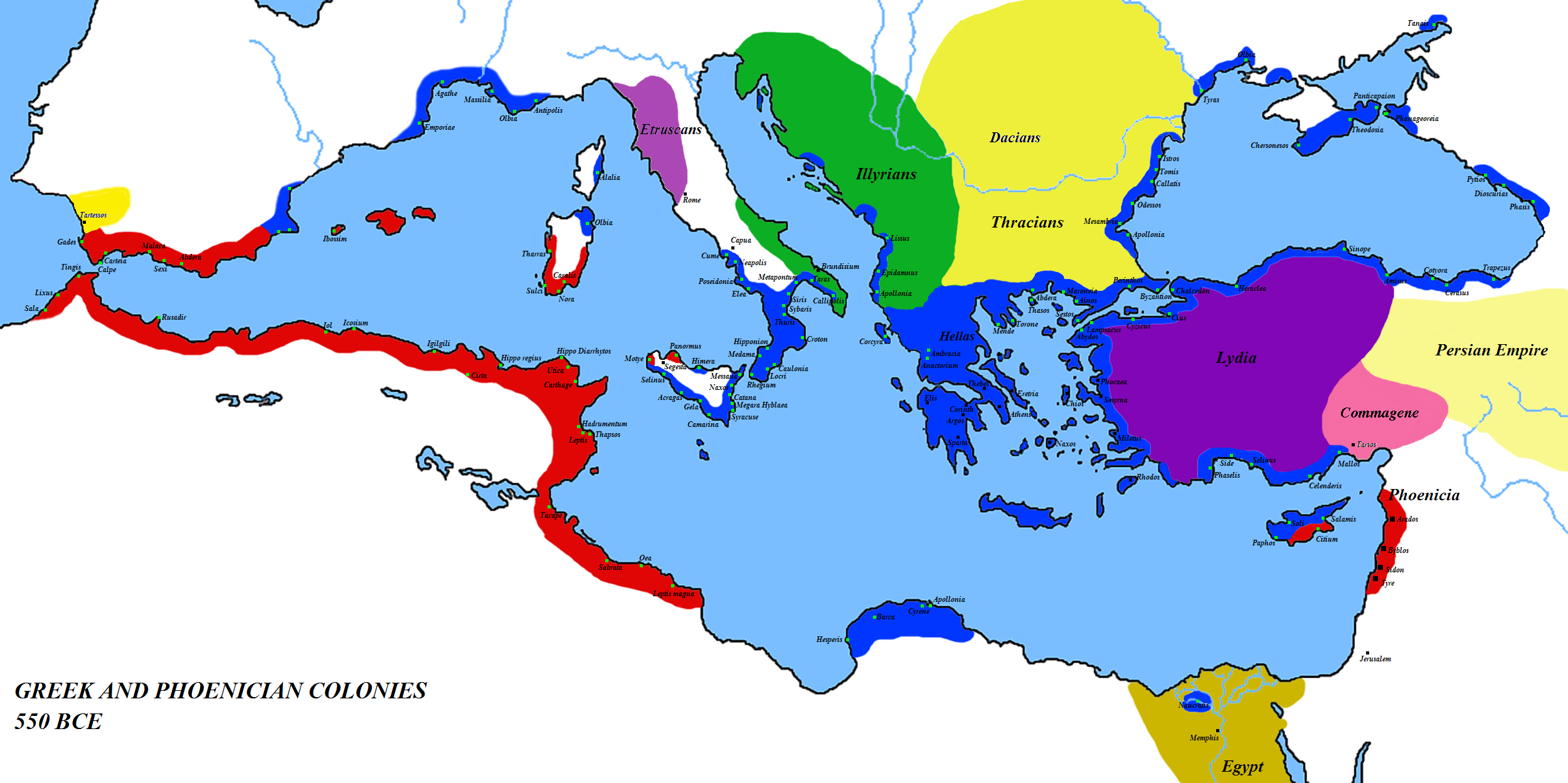
기원전 550년경의 그리스(파랑)와 페니키아(빨강)의 식민지

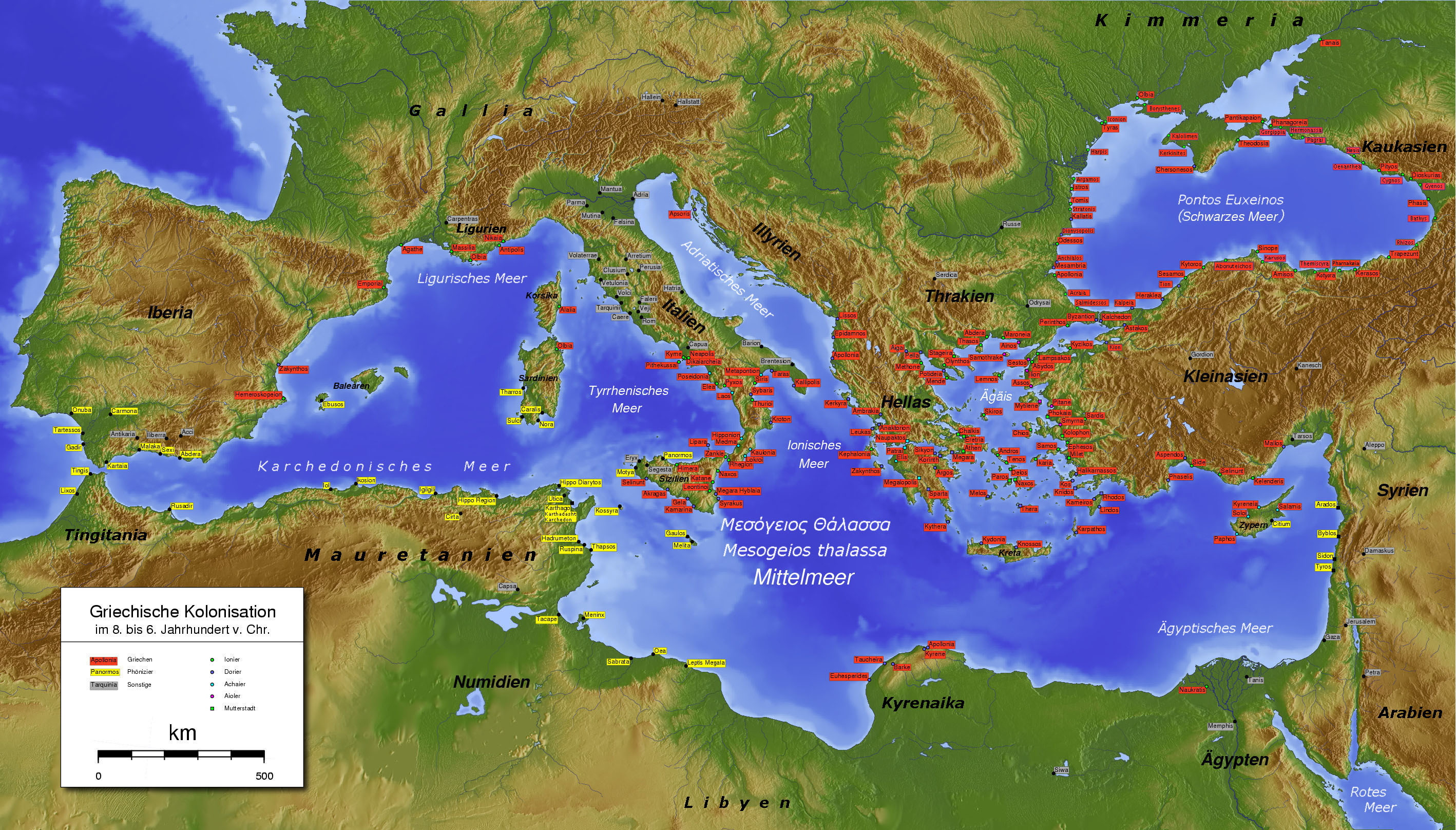
기원전 6세기의 지중해. 그리스의 도시는 빨강, 페니키아의 도시는 노랑, 다른 도시들은 회색으로 표시되어 있다.

고대 그리스 종교(Ancient Greek religion)는 고대 그리스(기원전 1100년경~기원전 146년)에서 신앙되고 실천되었던 믿음들과 의식들을 통칭하는데, 여기에는 대중적인 공공의 종교들과 이들과는 차이가 있는 컬트 종교들이 모두 포함된다. 비록 이들 종교들의 대다수에 공통되는 유사점들이 있기는 하지만, 이들은 서로 간에 뚜렷이 구분되기 때문에 "고대 그리스 종교들" 또는 "고대 그리스 컬트 종교들"이라고 복수형을 사용하여 표현하는 것이 더 적합한 표현일 수도 있다. 또한 고대 그리스 종교는 그리스 외부의 다른 지역과 섬들로 확산되어 믿어지고 실천되었다.
고대 그리스인들 대다수는 다신교를 믿었는데 다음의 신들을 자신들의 종교적 신앙 체계의 주요 남신과 여신으로 여겼다: 제우스, 포세이돈, 하데스, 아폴로, 아르테미스, 아프로디테, 아레스, 디오니소스, 헤파이스토스, 아테나, 헤르메스, 데메테르, 헤스티아, 헤라. 고대 그리스 종교의 주류는 다신교였지만 스토아 철학의 철학자들과 플라톤 철학의 몇몇 유파의 종교적 · 철학적 표현에는 초월적인 단일신을 상정한 것이 보인다. 고대 그리스의 서로 다른 도시들이 동일한 신을 숭배하는 경우가 흔하였다. 하지만 동일한 신을 숭배하면서도 각 도시는 그 신에 대해 자신만의 호칭 또는 별칭을 부여하는 경우가 있었으며 이름은 동일하나 모습과 숭배하는 면이 전혀 달라 사실상 다른 신이라고 보는 것이 타당한 경우도 있었다. 예를 들어 아르테미스는 스파르타에서는 사냥의 처녀 여신으로 숭배되었는데 에페소스에서 다수의 젖가슴을 가진 풍요와 생식의 여신으로 숭배되었다.
고대 그리스인들의 종교적 교의와 수행 및 실천은 그리스 본토를 넘어 확산되었는데, 아나톨리아(소아시아)의 이오니아 지역의 섬들과 해변 지역, 마그나 그라이키아(이탈리아 남부와 시칠리아 지역), 마르세유와 같은 서부 지중해 연안의 그리스 식민지들이 해당 지역들이다. 고대 그리스 종교는 에트루리아인들의 컬트 종교와 믿음과 혼합되고 융합되었는데 이의 결과물은 후대의 고대 로마 종교의 근간이자 큰 분량이 되었다.

## 믿음
고대 그리스인들 모두가 빠짐없이 지녔던 보편적인 종교적 개념은 거의 없었다고 할 수 있지만, 다수의 고대 그리스인들이 공유하였던 공통적인 믿음들은 존재하였다.

### 신학

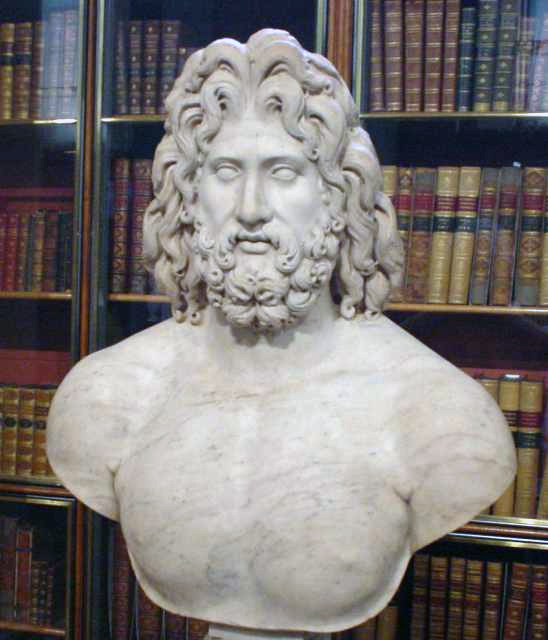
신들의 왕이자 천둥과 하늘의 신인 제우스

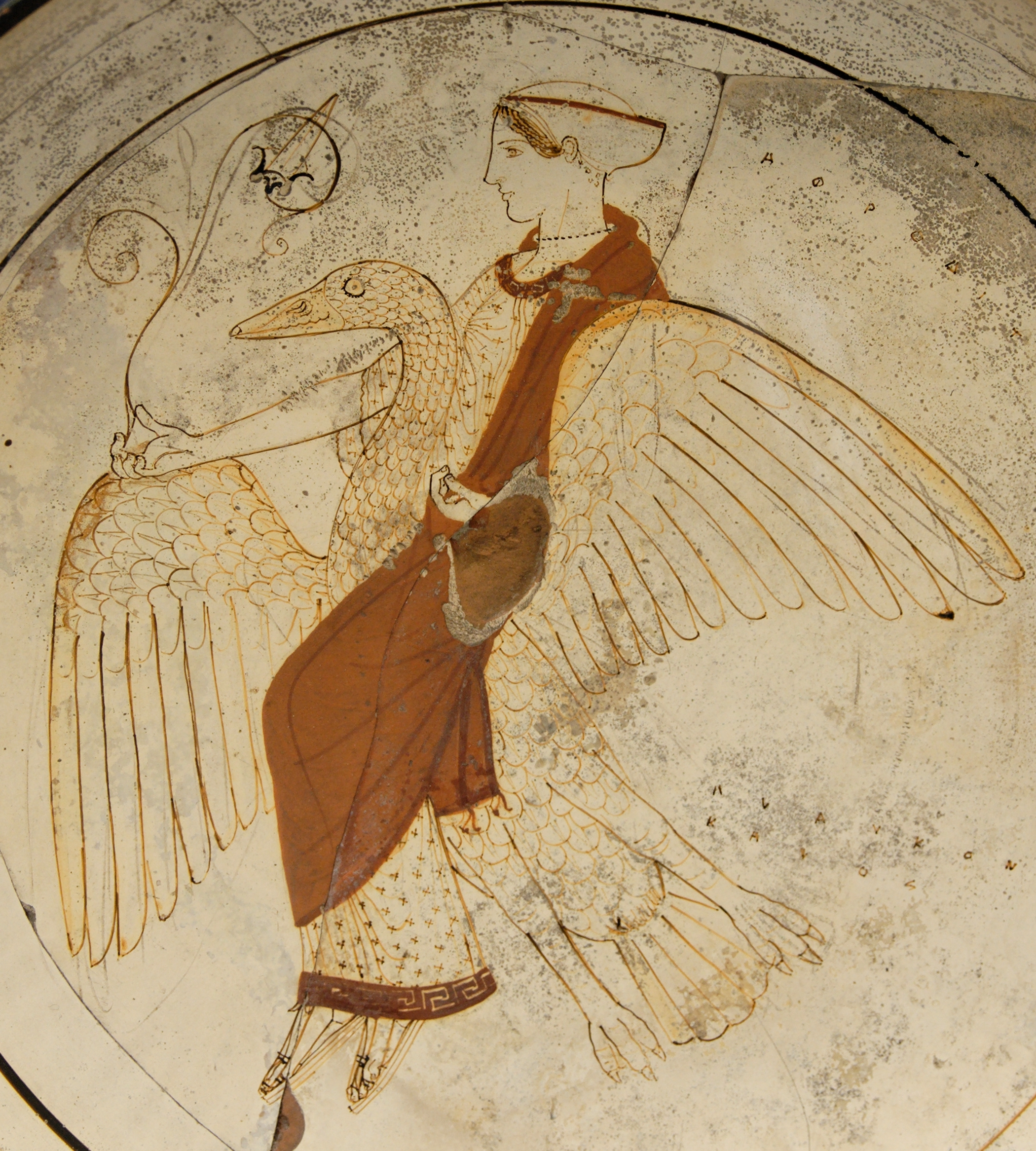
백조를 타고 있는 아프로디테: 흰색 배경 위에 빨간색 인물이 그려진 아티카 양식의 킬릭스, 460년경, 로도스섬의 카메이로스에서 발견

고대 그리스의 신학은 다신교에 기반한 것이었다. 즉, 많은 남신과 여신들이 있다는 가정에 기반하여 신학이 전개되었다. 제우스를 신들의 왕으로 하는 신들의 하이어라키(계급 체계)가 있었는데, 제우스는 비록 전능한 존재는 아니었지만 다른 모든 신들과 존재들을 지배하는 수준의 권능을 지녔다. 어떤 신들은 자연의 특정 측면에 대해 지배권을 가졌다. 예를 들어, 제우스는 하늘의 신으로 천둥과 번개를 내릴 수 있었다. 포세이돈은 바다와 지진을 다스리는 권능을 가졌다. 하데스는 죽음의 영역과 지하 세계 전역에서 권능을 행사하였다. 그리고 헬리오스는 태양을 지배했다. 또 다른 신들은 추상적인 개념을 지배했는데, 예를 들어 아프로디테는 사랑의 지배자였다.
고대 그리스의 신들은 불멸한 존재이기는 했으나 전능한 존재는 아니었다. 그들은 모두 운명에 복종해야 했다. 즉, 신들은 운명의 권능에 지배당하는 존재들이었다. 예를 들어, 트로이 전쟁 후에 고향 이타카로 되돌아가는 것은 오디세우스의 운명이었다. 그가 고향으로 되돌아가는 것이 그의 운명이었기 때문에, 신들은 그의 여행 시간이 더 길어지게 하거나 여정이 더 힘들어지게 할 수는 있었어도 그가 자신의 고향으로 되돌아가는 것 자체를 막지는 못하였다.
고대 그리스의 신들은 인간처럼 행위했으며 인간의 덕성을 지니고 있었다. 그들은 인간과 교류하였으며 심지어 인간과 결혼하여 자식을 낳는 경우도 있었다. 때때로 어떤 신들이 다른 신들에 대항하는 경우도 있었는데 이 경우 서로는 상대를 이기기 위해 애쓰곤 했다. 예를 들어 《일리아스》에서는 트로이 전쟁 때 제우스, 아프로디테, 아레스, 아폴론은 트로이를 지원했고 반면 헤라, 아테나, 포세이돈은 그리스를 지원했던 것으로 나온다. (신들의 전쟁을 뜻하는 테오마키(Theomachy) 문서를 참조하시오.)
어떤 신들은 특정 도시와 특별히 관련되어 있었다. 아테나는 아테네와, 아폴론은 델포이와 델로스 섬과, 제우스는 올림피아와, 아프로디테는 코린토스와 관련되어 있었다. 다른 신들은 그리스 밖의 국가들과 관련되어 있었는데, 포세이돈은 에티오피아와 트로이와, 아레스는 트라키아와 관련되어 있었다.
복수의 컬트 종교에서 숭배하는 신의 이름이 같다고 해서 그 컬트 종교들이 서로 유사한 것은 아니었다. 그리스인들은 스파르타에서 숭배하는 사냥의 처녀 여신으로서의 아르테미스가 에페소스에서 숭배하는 많은 젖가슴을 가진 모습의 생식과 풍요의 여신의로서의 아르테미스가 서로 매우 달랐다는 것을 잘 알고 있었다. 《일리아스》와 같은 문헌은 신들 간의 갈등에 대해 이야기하고 있는데 이 갈등들은 신들의 숭배자들이 지상에서 전쟁을 하고 있기 때문에 일어나는 갈등었으며 신들의 갈등은 지역신들의 지상에서의 현 상태가 천상에 반영된 것이었다. 주요 신들에 대한 숭배가 한 지역에서 다른 지역으로 확산되고 대부분의 대도시에서는 예닐곱의 복수의 신들에게 바쳐진 복수의 사원들이 있었지만, 지역이 다르면 숭배하는 신이 달랐던 것은 고대 그리스 종교가 끝나는 시점까지 강하게 유지되어온 현상이었다.

### 사후 세계

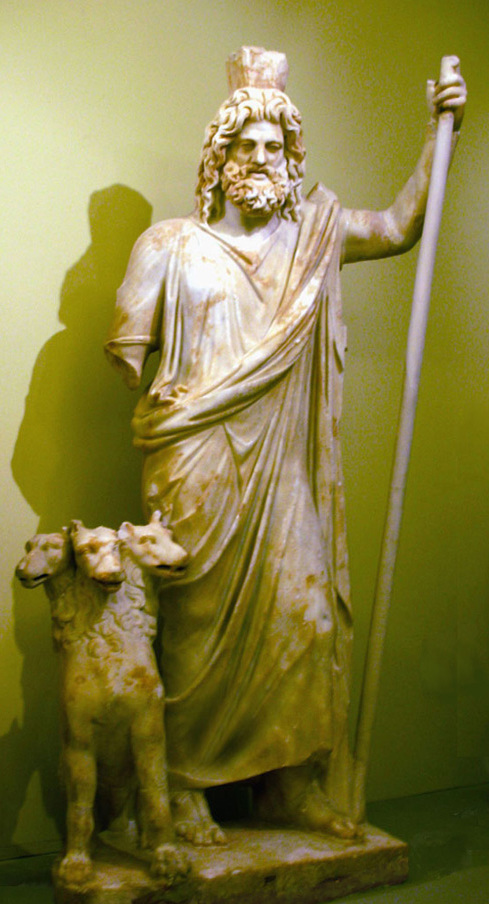
하데스와 수문장 케르베로스

그리스인들은 죽은 자의 영혼이 가는 사후 세계 또는 지하 세계(underworld · 명계 · 황천 · 하계)가 있다고 믿었다. 그리고 장례식을 치르지 않으면 그 사람의 영혼은 사후 세계로 가지 못하고 유령이 되어 영원히 세상을 떠돌게 된다고 믿었다. 고대 그리스 종교에서는 사후 세계에 대한 여러 가지 견해가 있었으며 이 관념들은 시대가 지나면서 변화하였다.
사후 세계 중 가장 널리 알려진 것은 하데스(Hades)였다. 하데스는 제우스의 형제인 하데스라는 이름의 신이 지배하는 영역이었다. 신 하데스의 영역은 원래 "하데스의 장소"라고 불리었는데 후에 그냥 "하데스"라고 불리게 된 것이다. 타르타로스(Tartarus)라고 불리는 다른 영역은 영겁의 정죄(定罪)를 받은 자들이 가는 고통과 참회의 장소, 즉 지옥에 해당하는 장소라고 생각되었다. 또다른 영역인 엘리시움(Elysium)은 즐겁고 기쁜 곳, 즉 천국에 해당하는 장소로, 덕이 있는 자나 신비 가르침 또는 신비 종교의 비전가들이 사후에 거주하게 되는 장소라고 여겨졌다.
초기 미케네 시대의 종교에서는 죽은 자는 모두 하데스로 간다고 믿었는데 이는 초기 유대교에서 죽은 자는 모두 쉐올(Sheol)로 간다고 믿었던 것과 동일하다. 《오디세이아》 제11권에서 오디세우스가 하데스를 방문했을 때, 아킬레우스는 오디세우스에게 말하길 하데스의 왕이 되느니 차라리 지상의 농부의 종이 되겠다고 말하였다. 그리스 고졸기에 신비 가르침 또는 신비 종교가 흥기하면서 타르타로스와 엘리시움과 같은 장소와 이에 대한 교의가 나타났다.
고대 그리스인들은 아킬레우스, 알크메네, 암피아라오스 가니메데스, 이노, 멜리케르테스, 메넬라오스, 펠레우스와 같은 소수의 인물과 트로이 전쟁과 테베 전쟁에서 싸웠던 사람들 중 많은 사람들이 결국 육체를 가진 상태로 불멸화되어서 엘리시움, 축복받은 자의 섬(Islands of the Blessed), 하늘, 바다, 혹은 땅 바로 아래의 장소에서 영원히 살고 있다고 믿었다. 이러한 믿음들은 그리스 고졸기(기원전 800~500)에 하층 계급의 사람들이 그리스 사회와 정치에서 더 큰 역할을 하기 시작하면서 전개되고 발달되었다. 고대 그리스인들이 이러한 사후 세계에 대한 믿음을 가지게 된 것은 신비 가르침 또는 신비 종교의 교의 덕택이었는데, 이들의 교의가 없었다면 고대 그리스인들은 사후에는 육체를 떠난 영혼이 단순히 존재할 것이라는 희망외에는 다른 어떤 희망을 가지지 못하였을 것이다.
철학자 피타고라스와 플라톤과 같은 일부 그리스인들은 윤회 사상을 신봉하였다. 하지만 윤회 사상은 모든 그리스인들이 받아들인 사상은 아니었다. 에피쿠로스는 영혼은 죽음 시에 해체되어 사라지는 단순한 원자들에 지나지 않으며 따라서 죽음 후에는 어떤 존재도 없다고 가르쳤다.

### 신화

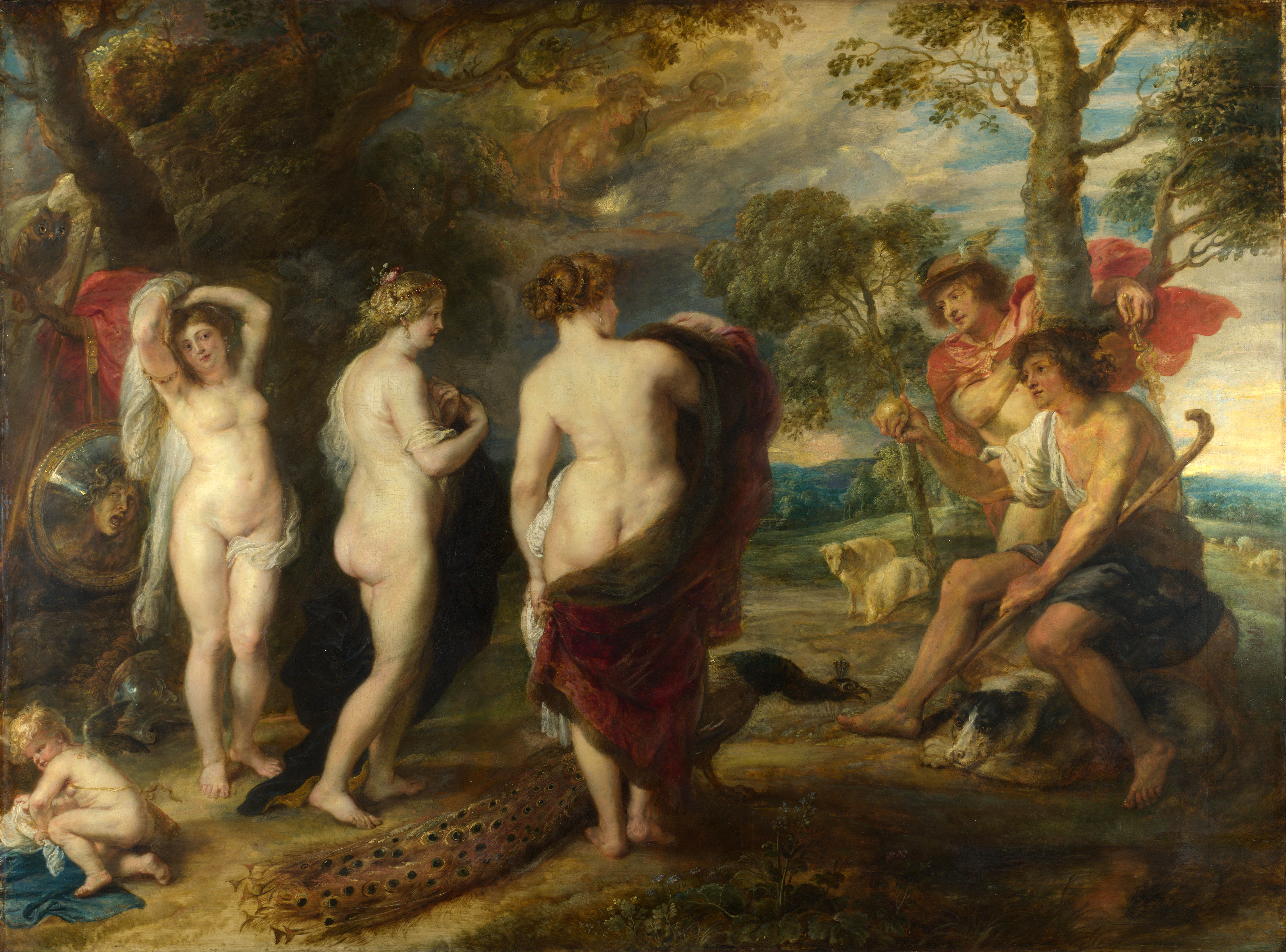
파리스의 심판, 루벤스 작: 위 그림은 트로이 전쟁의 원인이 된 경쟁에 참여한 세 여신 헤라, 아프로디테, 아테나와 이들을 심판하는 파리스를 묘사하고 있다. 기독교 유럽의 귀족들이 고대의 다신교적 그리스 신화에 대해 가졌던 관심과 매료됨을 알 수 있게 하는 포스트-르네상스 시대의 그림이다.

고대 그리스 종교에는 방대한 신화가 있었다. 그리스 신화는 주로 신들에 대한 이야기와 신들이 어떻게 지상의 인간들에게 영향을 미치는가에 대한 이야기로 이루어져 있었다. 신화들은 종종 영웅들과 그들의 행위를 중심으로 전개되었는데, 예를 들어 헤라클레스와 그의 12업, 오디세우스와 그의 고향으로의 귀환, 이아손과 황금양모 찾기, 테세우스와 미노타우로스 척살 등이 있다.
그리스 신화에는 서로 다른 많은 종족들이 존재한다. 이들 중 가장 자주 등장하는 종족은 신 종족과 인간 종족이다. 한편 티탄족도 이들 두 종족 만큼은 아니지만 자주 등장한다. 티탄족은 올림포스 12신 이전의 종족인데, 올림포스의 신들은 티탄족을 미워했다. 이들보다 덜 자주 등장하는 종족으로는 반인반마의 켄타우로스, 자연의 정령인 님프 (나무의 님프는 드리아스, 바다의 님프는 네레이스이다), 반인반염소의 사티로스가 있다. 그리스 신화의 일부 존재들은 몬스터였는데, 1개의 눈을 가진 거인인 키클롭스, 바다 몬스터인 스킬라, 소용돌이를 일으키는 카리브디스, 고르고, 반인반황소의 미노타우로스가 이에 해당한다.
그리스 신화의 많은 이야기들이 그리스와 트로이 간의 전쟁인 트로이 전쟁을 중심으로 전개 되고 있다. 이의 대표적인 예로는 호메로스의 서사시 《일리아스》를 들 수 있는데, 이 책은  트로이 전쟁을 기반으로 하고 있다. 많은 다른 이야기들이 또한 트로이 전쟁의 여파에 기반하고 있는데, 예를 들어 아르고스, 미케네, 코린토스 등의 지역을 지배하는 왕이었으며 트로이 전쟁 시 그리스 동맹군의 총지휘관이었던 아가멤논이 전쟁에서 승리한 후 여러 차례의 고비를 넘기고 귀향한 바로 그날의 잔치에서 살해당하는 이야기와 오디세우스가 자신의 고향 이타카로 돌아가는 동안 겪는 모험 이야기가 있다.
그리스 신화에는 특정한 하나의 우주론, 즉 창조 신화가 있지 않았다. 여러 서로 다른 종파들은 세계의 창조에 대해 서로 다른 믿음을 가졌다. 헤시오도스의 《신들의 계보》는 이들 여러 창조 신화들 중 하나였다. 《신들의 계보》에 따르면 태초에는 카오스라고 불리는 원초신만이 있었다. 그 후 이 원초신은 가이아, 타르타로스, 에로스 등과 같은 태초신들을 낳았고, 다시 이들 태초신들은 티탄족이라 불리는 다른 많은 신들을 낳았으며, 티탄족은 다시 최초의 올림포스의 신들을 낳았다.
그리스 신화의 대다수가 살아남아서 당시의 로마 신화에 추가되어서는 지금과 같은 로마 신화가 형성되었다. 그리스인들과 로마인들은 글을 읽고 쓸 줄 아는 사람들이었고 이 덕택에 많은 신화들이 서사시와 희곡의 형태로 기록되었다. 서사시의 대표적인 예로는 《일리아스》, 《오디세이아》, 《아르고나우티카(Argonautica)》가 있으며, 희곡의 대표적인 예로는 에우리피데스의 비극 《바카이(The Bacchae)》와 아리스토파네스의 희극 《개구리(The Frogs)》가 있다. 그리스 신화는 포스트-르네상스 시대의 기독교 유럽 사회에서 대중적인 인기가 있었는데, 그리스 신화는 보티첼리 · 미켈란젤로 · 루벤스와 같은 미술가들의 작품의 토대가 되었다.

### 축제
고대 그리스에서는 다양한 종교적 축제들이 열렸다. 이들 중 대다수는 특정 신이나 도시 국가에 한정된 축제였다. 예를 들어, 리카에아 축제는 그리스의 아르카디아에서 열렸으며 목신(牧神) 판(Pan)을 기리는 축제였다. 또한 다른 지역들에서는 매년마다 열리는 경기가 있었는데, 이의 가장 대표적인 것이 고대의 올림픽 경기이다. 고대 그리스의 올림픽 경기는 4년마다 열렸으며 고대 그리스 종교의 주신(主神)인 제우스를 기리는 경기였다.

### 도덕
그리스인들이 가장 경계한 것 중의 하나는 오만 또는 자만(hubris)이었다. 고대 그리스인들에게 있어서 오만 또는 자만을 경계하라는 도덕적 강령은 남보다 자신이 뛰어나다고 생각하는 개인적인 자만심을 경계하는 것만을 의미하지 않았다. 고대 그리스인들은 강간, 시체의 훼손 등 많은 것들이 오만 또는 자만의 범주에 들어간다고 여겼다. 고대 그리스인들에게 있어서 오만 또는 자만은 자연의 법칙, 신의 법칙 또는 도덕적 법칙을 거스를 수 있다고 여기는 것이었다. 오만 또는 자만은 고대 아테네에서 범죄로 취급되었다. 고대 그리스인들은 자부심 또는 자존감(pride)과 자랑하는 마음(vanity · 허영심)은 그 자체로는 죄가 되지는 않는다고 여겼다. 고대 그리스인들은 중용의 태도를 가질 것을 중시했는데, 다른 악덕들과 마찬가지로 자부심과 자랑하는 마음은 이들이 극단으로 치달았을 때에 또는 다른 이들에게 상처가 될 때 오만 또는 자만이 된다고 여겼다. 이러한 사고는 음식과 음주에도 적용되었다. 고대 그리스인들은 그 무엇이건 과도해지는 것은 적절하지 않다고 생각하였다. 예를 들어, 고대 그리스인들은 신체의 능력(육체)과 마음의 능력(지성) 둘 다를 동등히 중요하게 생각하였다. 사실상 고대 그리스인들의 경기들 중 많은 것들이 이 둘 다를 포함하고 있었다.

### 경전
고전 고대의 다른 문헌들과 더불어 헤시오도스의 《신들의 계보》와 《일과 날》 , 호메로스의 《일리아스》와 《오디세이아》, 그리고 핀다로스의 시들이 경전으로 여겨졌다.. 이들은 신의 영감을 받아 성립된 것으로 여겨졌는데, 대개 이 문헌들의 서두에는 뮤즈에게 영감을 주기를 기원하는 발원문을 포함하고 있다. 그러나 이들 문헌들이 영감을 받아 성립되었다는 것이 모든 사람들이 그 내용을 믿어야 한다는 의미는 아니라고 고대 그리스인들은 여겼다. 심지어 플라톤은 신화들은 그 도덕적 기풍이 저급하므로  《국가》에 묘사된 이상 상태에서 신화들을 제외시킬 것을 원했다.

## 실천

### 의식

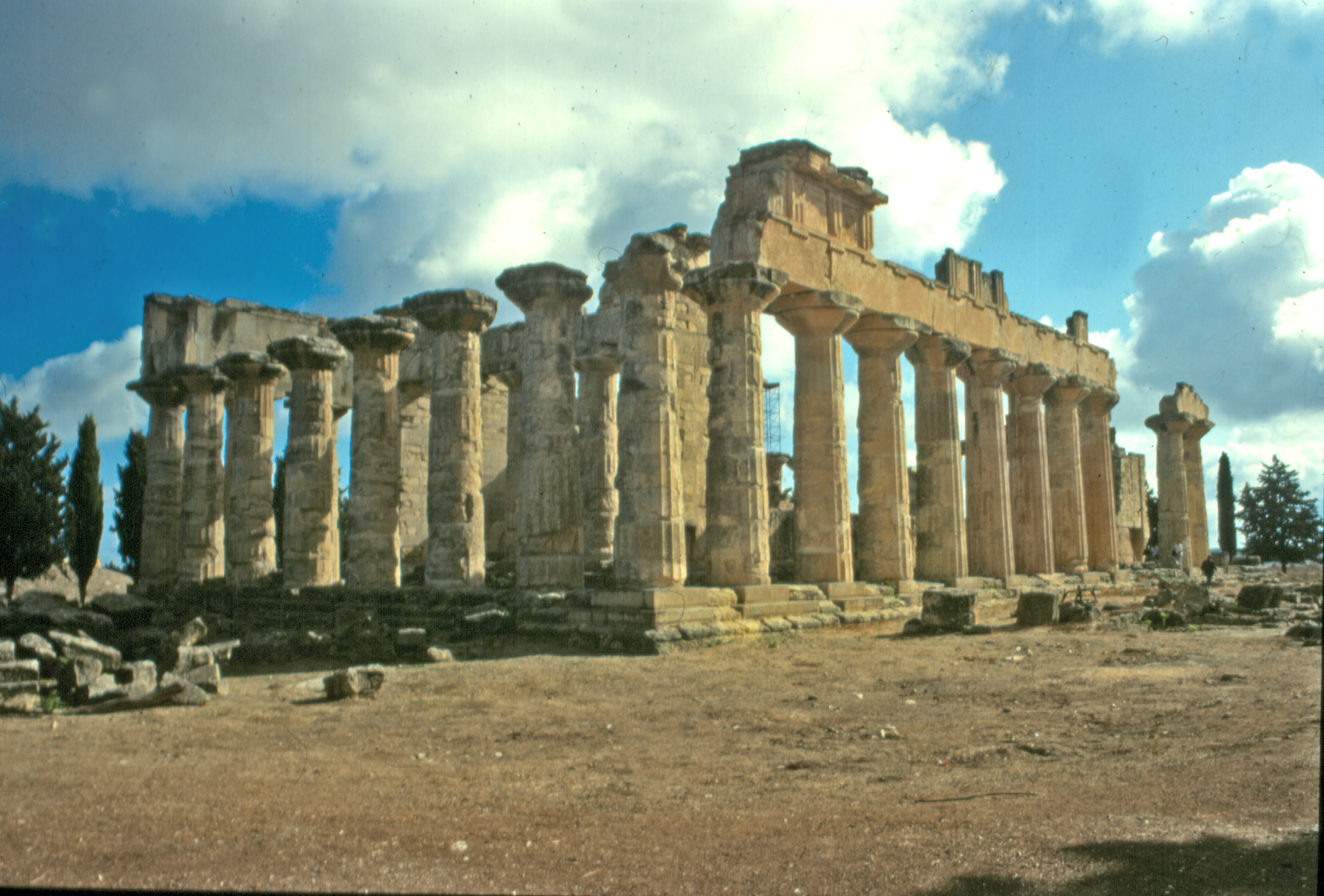
제우스에게 바쳐진 사원의 유적. 고대 그리스 시대 이 유적은 최근까지 그리스의 다신교의 용도로 사용된 적이 없었는데, 최근에 들어 그리스의 신(新)다신교주의자들이 이 유적을 다시 사용하기 시작하였다. 또한 이 유적은 아주 인기 있는 관광지 중의 하나이다.

고대 그리스의 종교적 의식(儀式)들은 주로 제단에서 거행되었다. 제단은 하나 혹은 두세 명의 신에게 바쳐진 경우가 많았으며 제단에는 그 특정한 신의 동상이 포함되어 있는 것이 전형적인 모습이었다. 음식, 술, 귀중품과 같은 봉헌물은 제단의 왼쪽에 놓였다. 때로는 동물을 제물로 바치는 동물 희생 의식(Animal sacrifice)이 제단에서 행해지곤 했는데 제물로 바쳐진 동물의 살코기의 대부분은 의식의 참가자들이 먹었으며 동물의 내장은 불로 태워 봉헌물로 신에게 바쳤다. 신에게 바치는 제주(祭酒)인 신주(神酒) 또는 헌주(獻酒)는 주로 포도주로 만들어졌는데 성소뿐만 아니라 심포지움(Symposium)과 같은 일상 생활에서도 신들에게 바치곤 했다.
도시나 마을에서는 어려운 때를 당하면, 노예나 동물을 그 어려운 때를 벗어나는 것의 상징으로서의 희생양으로 내쫓는 파르마코스(Pharmakos)라는 의식이 있었다. 고대 그리스인들은 이 의식에서 노예나 동물을 상징적인 희생양으로 내쫓음으로써 자신들이 겪는 어려움도 그 희생양과 함께 떠나가기를 희망했다.

### 희생 의식
고대 그리스에서의 종교적 숭배는 보통 찬가와 기도를 낭송하면서 가축을 제물로 바치는 것으로 이루어져 있었다. 그런 다음 제물로 바친 가축의 일부는 불태워져 신들에게 번제로 바쳐졌으며 나머지는 숭배자들이 먹었다. 이러한 의식이 행해졌다는 것에 대한 증거는 몇몇 고대 그리스 문헌에서 명확히 발견되는데, 특히 호메로스의 서사시들에서 발견 할 수 있다. 호메로스의 서사시의 도처에서, 위험에 처한 때나 중요한 사업을 앞두고 있을 때 열린 육고기가 제공되는 연회에서 신의 호의를 얻기 위하여 동물 희생 의식이 사용되었다는 것을 알 수 있다. 예를 들어, 호메로스의 《오디세이아》(기원전 725년경)에서 유마이오스는 자신의 주인 오디세우스를 위해 기도를 하면서 돼지를 제물로 바치고 있다. 그리스 고전기 수세기 전의 세계를 묘사하고 있는 호메로스의 《일리아스》에서 통치자들의 모든 연회는 희생 의식과 기도로 시작한다. 이와 같은 시대의 문헌들에서 묘사된 이들 희생 의식들에는 기원전 8세기에 행해졌던 희생 의식들의 공통 요소들이 담겨 있다. 또한 시의 도처에서 신이 특정한 표징이나 전쟁에서의 승리를 통해 자신이 지금 현현해 있음을 알릴 때마다 특별한 연회가 열리고 있다. 트로이로 출발하기 전에도 이러한 유형의 동물 희생 의식이 바쳐지고 있다. 오디세우스는 제우스에게 거세하지 않은 숫양을 희생 제물로 헛되이 바치고 있다.
호메로스의 서사시들에 나오는 희생 의식들은 신들을 외적 존재들이 아닌 당시 사회의 구성원으로 보는 관점이 있었다는 것을 보여준다. 고대 그리스에서 희생 의식들은 인간과 신 사이의 관계를 형성함에 있어 중요한 역할을 하였다.

### 통과 의례
고대 그리스에는 아기가 세상에 태어난 것을 축하하는 암피드로미아(Amphidromia)라는, 생후 5일째 또는 7일째 되는 날에 하는 통과 의례가 있었다. 고대 아테네인들을 출산을 아주 소중히 여겼는데, 남아인 경우 특히 그러하였다.

## 신비 가르침
공공의 컬트 종교에 만족하지 못한 사람들은 여러 신비 가르침(Mysteries) 또는 신비 종교(Mystery religion)에 가입하였다. 이들 신비 가르침 또는 신비 종교는 가르침을 얻기 위해서는 반드시 비전 전수 의식을 받아야 하는 컬트 종교였다.
신비 가르침에서 고대 그리스인들은 전통적인 종교가 주지 못하는, 경험에 입각한 종교적 지식과 위안을 얻을 수 있었다. 달리 말해, 고대 그리스인들은 신비 가르침을 통해 신비적 깨우침을 가지거나 체계적인 종교적 교의를 배웠으며 사후 세계에 대한 가르침을 얻고 영적 교섭의 방법을 배우고 영적인 길의 동료들을 얻었다.
신비 가르침들 중 엘레우시스 신비 가르침과 사모트라키 신비 가르침과 같은 것들은 시간적으로 그 시작이 아주 오랜 것이었으며 또한 공간적으로는 지역적인 것이었다. 반면 디오니소스 신비 가르침과 같은 것들은 여러 지역으로 퍼졌다. 헬레니즘 시대와 로마 제국 시대 동안, 외래의 신비 르침 또는 신비 종교들이 그리스 지역 뿐만 아니라 마케도니아 제국와 로마 제국 전역으로 널리 퍼졌다. 이들 중 미트라 신비 가르침과 같은 것들은 당시에 새로이 만들어진 신비 종교였고, 오시리스 신비 가르침과 같은 것들은 그 이전의 수백년전부터 이어져온 신비 종교였다.

## 역사

### 기원

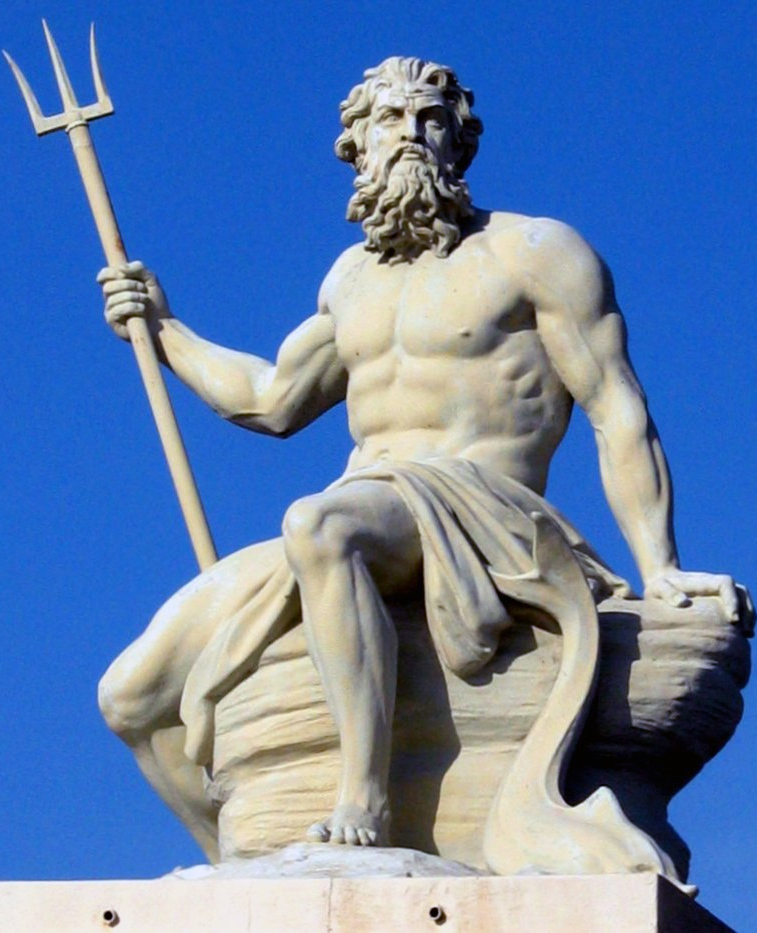
바다의 신인 포세이돈, 덴마크 코펜하겐

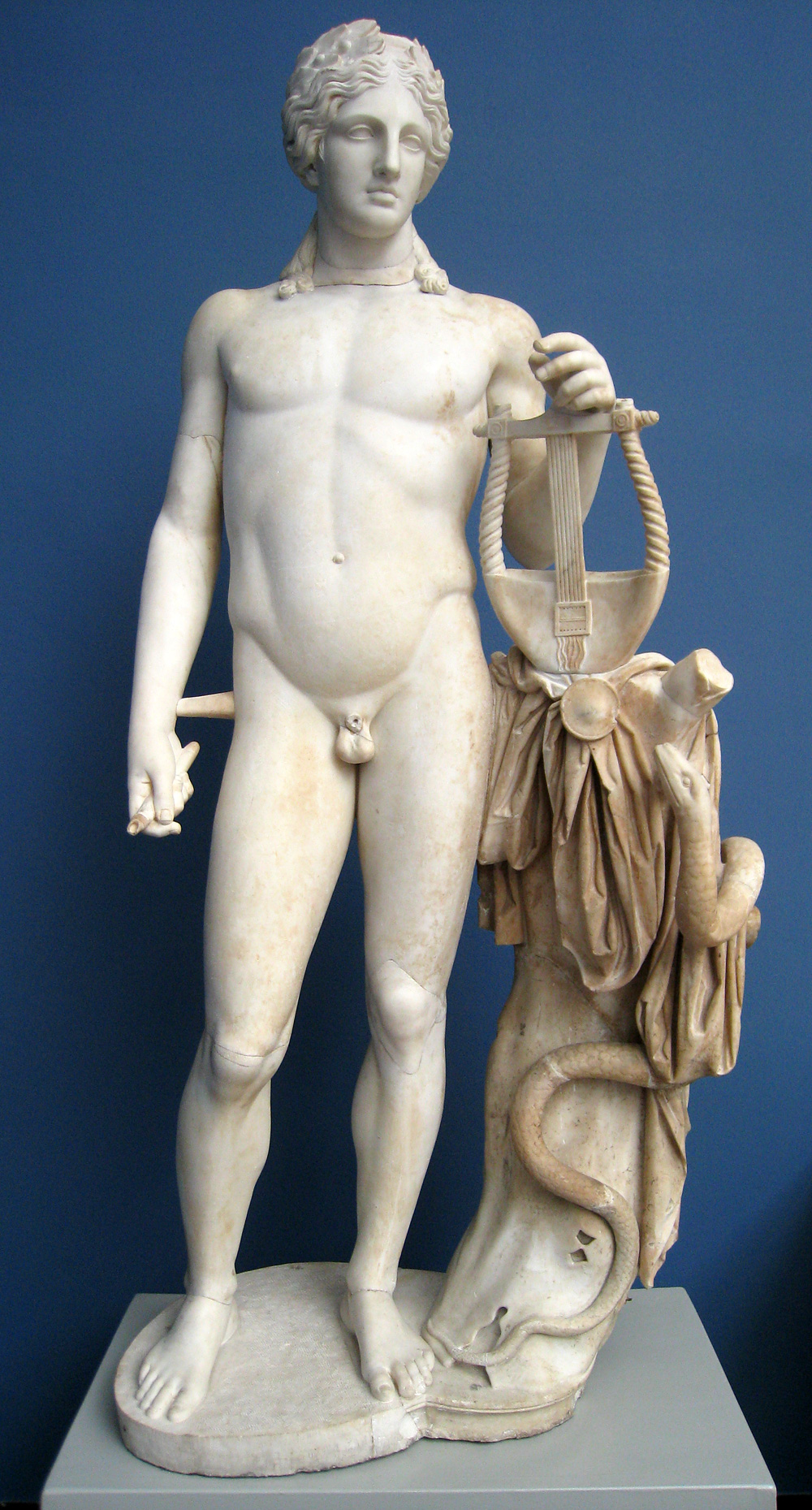
로마의 신 아폴로의 동상. 아폴로는 원래 그리스의 신이었다.

고대 그리스 종교의 주류는 고대 그리스 이전의 그리스 청동기 시대의 미케네 문명의 종교(Mycenaean religion)로부터 발달된 것으로 보인다. 고고학적 발견에 따르면, 미케네인들은 포세이돈 주신(主神)으로 숭배하였던 것으로 보인다. 또한 고대 그리스 종교는 미노스 문명의 종교(Minoan religion)와 고대 이집트 종교처럼 인근 지역에 있던 문화들의 종교적 믿음과 실천을 흡수했던 것으로 보인다. 헤로도토스는 고대 그리스의 많은 종교적 실천들의 연원이 이집트에 있다고 말하였다.

### 고전 고대
모든 고대 그리스인들이 고대 그리스의 주류 종교를 이의 없이 받아들인 것은 아니었다. 몇몇 저명한 철학자들이 복수의 신에 대한 믿음, 즉 다신교적 믿음을 비판하였다. 이러한 경우의 가장 최초의 인물은 크세노파네스였다. 그는 신들이 인간의 모습을 하고 있다고 묘사하는 것뿐만 아니라 신들이 인간의 덕성을 가지고 있다고 말하는 것에 대해서도 비판하였다.플라톤은 많은 다신교적 복수의 신들이 있다는 것을 믿지 않았으며 대신 하나의 지고한 신이 있다고 믿었는데, 그는 이 지고한 신을 선의 이데아(Form of the good)라고 불렀다. 그리고 이 선의 이데아, 즉 신은 우주의 모든 완전들, 즉 이데아들의 총합이며 우주 속에 여러 완전들, 즉 이데아들을 발출하는 존재라고 믿었다. 플라톤의 제자였던 아리스토텔레스도 또한 다신교적 복수의 신들이 존재한다고 믿지 않았는데, 그 이유는 다신교적 복수의 신들에 대한 경험적 증거가 충분치 않다고 보았기 때문이었다. 대신 아리스토텔레스는 프리뭄 모벤스(Primum movens), 즉 첫 움직이는 자(Prime Mover), 제일의 운동자(Prime Mover), 부동의 동자(Unmoved mover) 또는 제일 원인(First Cause)을 믿었는데, 아리스토텔레스의 프리뭄 모벤스는 창조를 시작한 존재이지만 우주와 연결되어 있거나 우주에 대해 관심이 있는 존재가 아니었다.

### 로마 제국 시대
기원전 146년에 로마 공화정에 의해 그리스가 정복된 후, 로마는 문학과 건축 양식 등과 같은 문화적 측면뿐아니라 그리스 종교의 많은 부분을 가져왔는데, 그리스로부터 가져온 종교적 측면의 것들을 자신의 종교에 결합시켰다. 고대 그리스의 신들은 고대 로마의 신들과 동일시 되었다. 즉, 제우스는 유피테르와, 헤라는 유노와, 포세이돈은 넵튠과, 아프로디테는 비너스와, 아레스는 마르스와, 아르테미스는 디아나와, 아테나는 미네르바와, 헤르메스는 메르쿠리우스와, 헤파이스토스는 불카누스과, 헤스티아는 베스타와, 데메테르는 세레스와, 하데스는 플루토와, 티케는 포르투나와, 판은 파우누스와 동일시 되었다. 아폴로와 바쿠스와 같은 몇몇 신들은 이들 신들보다 더 일찍이 로마인들에 의해 자신들의 신으로 채택되었다. 또한 고대 로마 종교가 고대 그리스의 종교와 상호 작용하기 전부터 로마 종교에 있었던 신들도 또한 많았는데, 야누스와 쿠이리누스(Quirinus)가 이에 해당한다.

### 그리스 다신교 부흥 운동
르네상스 시대에 고대 그리스의 예술, 인문학 및 영성의 부흥과 더불어 고대 그리스 종교의 부흥 운동이 있었으며, 또한 현시대에서도 고대 그리스 종교 재건주의(Hellenic Reconstructionism) 또는 "헬레니스모스(Hellenismos, 문자 그대로의 번역은 헬레니즘)"라는 고대 그리스 종교의 부흥 운동이 있다. "헬레니스모스"는 로마의 마지막 비기독교 황제인 배교자 율리아누스가 최초로 사용한 낱말로, 현시대의 고대 그리스 종교 재건주의를 일컫는 다른 말로 사용되고 있다.
위카와 같은 많은 신이교주의 종교 운동은 고대 그리스 종교의 요소들을 자신들의 종교적 실천에 사용하고 있다. 이들 종교 운동 중 고대 그리스 종교 재건주의는 남아 있는 원천 자료들이 허락하는 한 최대한 고대 그리스 종교의 요소들을 되살려 그대로 실천하는 것에 전적으로 초점을 맞추고 있다. 고대 그리스 종교 재건주의는 포르피리오스 · 리마니오스 · 프로클로스 · 율리아누스에 의해 대표되는 신플라톤주의/플라톤주의의 사색과 그리스 고전기 컬트 종교의 종교적 실천을 따르고자 한다.
현대 그리스의 절대 다수는 그리스 정교회(Greek Orthodox Church)의 신자들이다. 2006년에 미국 국무부가 보고한 추정치에 따르면 그리스 전체 인구 1천 1백만명 중  약 2000명 정도가 고대 그리스 종교의 신자들이다.

## 같이 보기
- 그리스 신화
- 로마 신화

## 참고 문헌
- Albertus Bernabé (ed.), 《Orphicorum et Orphicis similium testimonia et fragmenta. Poetae Epici Graeci. Pars II. Fasc. 1》. Bibliotheca Teubneriana, München/Leipzig: K.G. Saur, 2004. ISBN 3-598-71707-5. review of this book
- Walter Burkert, 《Greek Religion》. Boston: Harvard University Press, 1987. ISBN 0-674-36281-0. Widely regarded as the standard modern account.
- Walter Burkert, 《Homo necans》, 1972.
- Cook, Arthur Bernard, 《Zeus: A Study in Ancient Religion》, (3 volume set), (1914–1925). New York, Bibilo & Tannen: 1964. ASIN B0006BMDNA
  - Volume 1: 《Zeus, God of the Bright Sky》, Biblo-Moser, June 1, 1964, ISBN 0-8196-0148-9(reprint)
  - Volume 2: 《Zeus, God of the Dark Sky (Thunder and Lightning)》, Biblo-Moser, June 1, 1964, ISBN 0-8196-0156-X
  - Volume 3: 《Zeus, God of the Dark Sky (earthquakes, clouds, wind, dew, rain, meteorites)》
- Dodds, Eric Robertson, 《The Greeks and the Irrational》, 1951.
- Mircea Eliade, 《Shamanism: Archaic Techniques of Ecstasy》, 1951.
- Endsjø, Dag Øistein. 《Greek Resurrection Beliefs and the Success of Christianity》. New York: Palgrave Macmillan, 2009.
- Lewis Richard Farnell, 《Cults of the Greek States》 5 vols. Oxford; Clarendon 1896-1909. Still the standard reference.
- Lewis Richard Farnell, 《Greek Hero Cults and Ideas of Immortality》, 1921.
- Jack Finegan, 《Myth and Mystery: An Introduction to the Pagan Religions of the Biblical World》, 1989. ISBN 0-8010-2160-X
- George Grote, 《A History of Greece: From the earliest period to the close of the generation contemporary with Alexander the Great》, 1846.
- Jane Ellen Harrison, 《Prolegomena to the Study of Greek Religion》, 1903. An early classic, against which many modern accounts have reacted.
- Jane Ellen Harrison, 《Themis: A Study of the Social Origins of Greek Religion》, 1912.
- Jane Ellen Harrison, 《Epilegomena to the Study of Greek Religion》, 1921.
- Karl Kerényi, 《The Gods of the Greeks》
- Karl Kerényi, 《Dionysus: Archetypical Image of Indestructible Life》
- Karl Kerényi, 《Eleusis: Archetypal Image of Mother and Daughter》. The central modern accounting of the Eleusinian Mysteries.
- Jennifer Larson, 《Ancient Greek Cults:A Guide》. New York: Routledge, 2007. ISBN 978-0415324489
- Karl Meuli, 《Griechische Opferbräuche》, 1946,
- Karl Meuli, 《Scythica》, 1935.
- Jon D. Mikalson, 《Athenian Popular Religion》. Chapel Hill: University of North Carolina Press, 1983. ISBN 0-8078-4194-3.
- William Mitford, 《The History of Greece》, 1784. Cf. v.1, Chapter II, 《Religion of the Early Greeks》
- Clifford H. Moore, 《The Religious Thought of the Greeks》, 1916.
- Martin P. Nilsson, 《Greek Popular Religion》, 1940.
- Martin P. Nilsson, 《History of Greek Religion》, 1949.
- Robert Parker, 《Athenian Religion: A History》. Oxford: Clarendon Press, 1996. ISBN 0-19-815240-X.
- Andrea Purvis, 《Singular Dedications: Founders and Innovators of Private Cults in Classical Greece》, 2003.
- William Ridgeway, 《The Dramas and Dramatic Dances of non-European Races in special Reference to the Origin of Greek Tragedy, with an Appendix on the Origin of Greek Comedy》, 1915.
- William Ridgeway, 《Origin of Tragedy with Special Reference to the Greek Tragedians》, 1910.
- Xavier Riu, 《Dionysism and Comedy》, Lanham: Rowman and Littlefield Publishers, 1999. ISBN 0-8476-9442-9.
- Erwin Rohde, 《Psyche: The Cult of Souls and Belief in Immortality among the Greeks》, 1925 [1921].
- William Smith, 《Dictionary of Greek and Roman Biography and Mythology》, 1870.
- William Smith, 《Dictionary of Greek and Roman Antiquities》, 1870.
- Martin Litchfield West, 《The Orphic Poems》, 1983.
- Martin Litchfield West, 《Early Greek philosophy and the Orient》, Oxford, Clarendon Press, 1971.
- Martin Litchfield West, 《The East Face of Helicon: west Asiatic elements in Greek poetry and myth》, Oxford [England] ; New York: Clarendon Press, 1997.